# Correbia
Correbia é um gênero de traça pertencente à família Arctiidae.